# 田端志音
田端志音（たばた しおん、1947年4月17日 - ）は、日本の陶芸家。

## 来歴・人物
1947年、福岡県北九州市戸畑区に生まれる。1985年より5年間、茶道具商の谷松屋戸田商店に勤めた事が契機となり､1991年に作陶の世界に入る。1992年には神戸市北区に築窯する。 陶芸家の杉本貞光に師事した後、2004年に長野県軽井沢町に転居し、工房「志音窯」を創設。現在はそこで創作活動の傍ら陶芸体験教室も催している。
吉兆の創業者である湯木貞一に才能を見出され、その作品は吉兆をはじめ有名料亭で重用されている。また、尾形乾山や北大路魯山人の写しに打ち込み、赤絵・銹絵・染付などの手法に習熟する事となった。
夫と3人の娘がいる。次女は現代美術家の束芋。

## 個展
（出典：）
1997年
- 「田端志音作陶展」サン・ギャラリー住恵（愛知）
- 「田端志音展」お茶道具・青芳堂（東京）

2001年
- 「田端志音作陶展」サン・ギャラリー住恵（愛知）
- 「琳派のいろかたち」ギャラリー百屋（兵庫）
- 「田端志音作陶展」ギャラリー堂島（大阪）

2002年
- 「田端志音作陶展」サン・ギャラリー住恵（愛知）
- 「田端志音作陶展」海老屋美術店（東京）
- 「田端志音陶展」酉福（東京）
- 「田端志音陶展」野村美術館（京都）

2003年
- 「田端志音作陶展」ざくろ坂ギャラリー・一穂堂（東京）
- 「琳派の陶展〜乾山写、仁清写の鮮やかな器〜」ギャラリー上方銀花（大阪）
- 「田端志音作陶展」サン・ギャラリー住恵（愛知）

2004年
- 「田端志音　やきもの展〜琳派を今に生かす〜」銀座・一穂堂サロン（東京）
- 「田端志音作陶展」サン・ギャラリー住恵（愛知）

2005年
- 「田端志音作陶展」ギャラリー堂島（大阪）
- 「田端志音作品展」野村美術館（京都）
- 「田端志音作品展」アートサロン・コカド（東京）

2006年
- 「田端志音作品展」野村美術館（京都）

2007年
- 「田端志音茶陶展」大丸心斎橋店 美術画廊（大阪）
- 「田端志音陶芸展」まるひろ川越店 美術画廊（埼玉）

2008年
- 「田端志音作陶展　〜百人一首〜」野村美術館（京都）

2010年
- 「田端志音作陶展 〜お茶時の器〜」野村美術館（京都）

2012年
- 「田端志音　〜通〜」野村美術館（京都）

2013年
- 「田端志音 和気の器」日本料理加瀬（名古屋）

2014年
- 「田端志音　温楽」野村美術館（京都）

2015年
- 「田端志音　琳派のかおり」柿傅ギャラリー（東京）
- 「田端志音　器の大中小」アートギャラリーOlus・Kyo（京都）

2016年
- 「田端志音　和魂洋彩」ザ・クイーンズ・フィニッシングスクール（兵庫）
- 「田端志音　ノトキ」万平ホテル（長野）
- 「田端志音作陶展 和の器」野村美術館（京都）

2017年
- 「田端志音　器の向こう」万平ホテル（長野）

2018年
- 「田端志音　器のしつど」万平ホテル（長野）
- 「田端志音作陶展　本歌と写し」野村美術館（京都）

2019年
- 「田端志音作陶展　万窯のはじまり」万平ホテル（長野）

## 参考
- 銀座ギャラリー桜の木 田端志音[リンク切れ]